# Az utolsó titkos ügynök
Az utolsó titkos ügynök (eredeti cím: The Last Mercenary / Le dernier mercenaire) 2021-ben bemutatott francia akció filmvígjáték, melynek rendezője David Charhon, forgatókönyvírója Charhon és Ismael Sy Savane. A főszerepben Jean-Claude Van Damme, Alban Ivanov, Assa Sylla és Samir Decazza látható.
A filmet 2021. július 30-án mutatta be a Netflix.

## Cselekmény
Egy legendás, egykori titkosszolgálati ügynöknek, akit „Köd” néven ismernek (Van Damme) sürgősen vissza kell térnie Franciaországba, amikor számára ismeretlen fiát a kormány egy elszánt bürokrata intézkedése és egy maffiaakció következtében tévesen fegyver- és kábítószer-kereskedelemmel vádolja meg, pedig csak névazonosság áll fenn egy valódi bűnözővel.

## Szereplők
| Szerep                         | Színész               | Magyar hang    |
| ------------------------------ | --------------------- | -------------- |
| Richard Brumère / Köd          | Jean-Claude Van Damme | Jakab Csaba    |
| Paul Lesueur                   | Eric Judor            | Schmied Zoltán |
| Marguerite                     | Miou-Miou             | Takács Katalin |
| Jouard parancsnok              | Patrick Timsit        | Scherer Péter  |
| Alexandre                      | Alban Ivanov          | Kerekes József |
| Dalila                         | Assa Sylla            | Gubik Petra    |
| Archibald, Richard Brumère fia | Samir Decazza         | Tasnádi Bence  |
| Sivardière miniszter           | Valérie Kaprisky      | Pallai Mara    |
| Fernand                        | Michel Crémadès       | Csuha Lajos    |
| Simyon Novak                   | Nassim Lyes           | Orosz Ákos     |

## Fordítás
- Ez a szócikk részben vagy egészben  a   The Last Mercenary (2021 film) című angol Wikipédia-szócikk fordításán alapul.  Az eredeti cikk szerkesztőit annak laptörténete sorolja fel. Ez a jelzés csupán a megfogalmazás eredetét és a szerzői jogokat jelzi, nem szolgál a cikkben szereplő információk forrásmegjelöléseként.